# شهرستان مکون (تنسی)
شهرستان مکون، تنسی (به انگلیسی: Macon County, Tennessee) یک سکونتگاه مسکونی در ایالات متحده آمریکا است که در تنسی واقع شده‌است.

## خصوصیات
شهرستان مکون ۷۹۵٫۱۳ کیلومترمربع مساحت دارد.